# Problepsis mayottaria
Problepsis mayottaria är en fjärilsart som beskrevs av Charles Oberthür 1923. Problepsis mayottaria ingår i släktet Problepsis och familjen mätare. Inga underarter finns listade i Catalogue of Life.